# Tereza Mrdežová
Tereza Mrdežová (nepřechýleně Tereza Mrdeža, * 14. listopadu 1990 Pula) je chorvatská profesionální tenistka. Ve své dosavadní kariéře na okruhu WTA Tour nevyhrála žádný turnaj. V rámci okruhu ITF získala osm titulů ve dvouhře a čtyři ve čtyřhře.
Na žebříčku WTA byla ve dvouhře nejvýše klasifikována v říjnu 2015 na 150. místě a ve čtyřhře v dubnu 2018 na 163. místě. Na juniorském kombinovaném žebříčku ITF dosáhla maxima v září 2006, když jí patřila 28. příčka. Trénuje ji Juraj Dusparić.
V chorvatském fedcupovém týmu debutovala v roce 2012 základním blokem 1. skupiny zóny Evropy a Afriky proti Lucembursku, v němž dopomohla k výhře 2:1 na zápasy bodem ze čtyřhry, kterou odehrála s Aniou Mijačikovou. Do srpna 2021 v soutěži nastoupila k sedmi mezistátním utkáním s bilancí 1–3 ve dvouhře a 4–1 ve čtyřhře.

## Tenisová kariéra
První ženský turnaj na okruhu ITF odehrála jako patnáctiletá na přelomu června a července 2006 v rakouském Anifu. Po zvládnuté kvalifikaci vypadla v úvodním kole hlavní soutěže. V říjnu téhož roku obdržela divokou kartu od pořadatelů na akci v Dubrovníku, kde se probojovala do semifinále. Ve finále se premiérově objevila v květnu 2007 na bolském turnaji, z něhož odešla poražena od Švédky Johanny Larssonové. Debutovou trofej dobyla v Sarajevu, události probíhající v červnu 2008 na antuce. V boji o titul hladce zdolala Slovinku Jasminu Kajtazovićovou.
Premiérový start na okruhu WTA Tour zaznamenala v červencové kvalifikaci Internazionali Femminili di Palermo 2012, do níž nastoupila v roli osmé nasazené. Po výhře nad Beatriz Garcíaovou Vidaganyou však skončila na raketě Maďarky Katalin Marosiové, když o postupující rozhodl až tiebreak závěrečné sady.
Nejvyšší grandslamové úrovně se poprvé zúčastnila v srpnové kvalifikaci US Open 2012, kde ji na úvod vyřadila Američanka Jessica Pegulaová po dvousetovém průběhu. Prvně se do hlavní soutěže WTA probojovala na únorovém Copa Colsanitas 2013 v Bogotě. V úvodním kole přehrála sedmou nasazenou Francouzku Pauline Parmentierou, aby ji následně zastavila rumunská hráčka Alexandra Cadanțuová.

## Finále na okruhu ITF
| Dotace turnajů okruhu ITF | Dotace turnajů okruhu ITF |
| ------------------------- | ------------------------- |
| 100 000 $ tournaments     | 80 000 $ tournaments      |
| 75 000 $ tournaments      | 60 000 $ tournaments      |
| 50 000 $ tournaments      | 25 000 $ tournaments      |
| 15 000 $ tournaments      | 10 000 $ tournaments      |

### Dvouhra: 26 (8–18)
| Stav       | č.  | datum             | turnaj                           | povrch | soupeřka ve finále         | výsledek           |
| ---------- | --- | ----------------- | -------------------------------- | ------ | -------------------------- | ------------------ |
| Finalistka | 1.  | 23. dubna 2007    | Bol, Chorvatsko                  | antuka | Johanna Larssonová         | 1–6, 3–6           |
| Finalistka | 2.  | 26. května 2008   | Budva, Černá Hora                | antuka | Pálma Királyová            | 5–7, 1–6           |
| Vítězka    | 1.  | 23. června 2008   | Sarajevo, Bosna a Hercegovina    | antuka | Jasmina Kajtazovičová      | 6–3, 6–0           |
| Finalistka | 3.  | 13. dubna 2009    | Hvar, Chorvatsko                 | antuka | Karolina Kosińská          | 4–6, 3–6           |
| Finalistka | 4.  | 20. dubna 2009    | Bol, Chorvatsko                  | antuka | Valentina Sulpiziová       | 6–3, 3–6, 4–6      |
| Finalistka | 5.  | 20. července 2009 | Charkov, Ukrajina                | antuka | Monique Adamczaková        | 7–5, 1–6, 4–6      |
| Vítězka    | 2.  | 26. září 2011     | Umag, Chorvatsko                 | antuka | Zuzana Zlochová            | 7–6(7–2), 4–6, 6–2 |
| Finalistka | 6.  | 5. března 2012    | Fort Walton Beach, Spojené státy | tvrdý  | Madison Brengleová         | 4–6, 6–3, 3–6      |
| Finalistka | 7.  | 30. dubna 2012    | Chiasso, Švýcarsko               | antuka | Amra Sadikovićová          | 3–6, 3–6           |
| Finalistka | 8.  | 25. června 2012   | Řím, Itálie                      | antuka | María Teresa Torró Florová | 3–6, 0–6           |
| Finalistka | 9.  | 23. července 2012 | Les Contamines-Montjoie, Francie | tvrdý  | Séverine Beltramová        | 2–6, 2–6           |
| Finalistka | 10. | 21. dubna 2014    | Chiasso, Švýcarsko               | antuka | Lucie Hradecká             | 3–6, 6–7(4–7)      |
| Finalistka | 11. | 2. června 2014    | La Marsa, Tunisko                | antuka | Andrea Gámizová            | 6–3, 0–6, 4–6      |
| Vítězka    | 3.  | 27. října 2014    | Margaret River, Austrálie        | tvrdý  | Rebecca Petersonová        | 6–3, 6–3           |
| Finalistka | 12. | 9. února 2015     | Launceston, Austrálie            | tvrdý  | Darja Gavrilovová          | 1–6, 2–6           |
| Vítězka    | 4.  | září 2015         | Monterrey, Mexiko                | tvrdý  | Alexa Guarachiová          | 6–0, 6–7(2–7), 6–3 |
| Finalistka | 13. | květen 2016       | Tučepi, Chorvatsko               | antuka | Ani Mijačiková             | 3–6, 6–1, 3–6      |
| Vítězka    | 5.  | květen 2016       | Bol, Chorvatsko                  | antuka | Tena Lukasová              | 6–4, 0–6, 6–1      |
| Vítězka    | 6.  | říjen 2016        | Pula, Itálie                     | antuka | Cindy Burgerová            | 6–3, 6–4           |
| Finalistka | 14. | květen 2017       | Řím, Itálie                      | antuka | Julia Grabherová           | 5–7, 0–6           |
| Finalistka | 15. | září 2017         | Pula, Itálie                     | antuka | Andrea Gámizová            | 7–5, 5–7, 2–6      |
| Finalistka | 16. | říjen 2017        | Pula, Itálie                     | antuka | Tamara Zidanšeková         | 6–7(4–7), 5–7      |
| Vítězka    | 7.  | září 2018         | Záhřeb, Chorvatsko               | antuka | Paula Ormaecheaová         | 2–6, 6–4, 7–5      |
| Vítězka    | 8.  | září 2018         | Pula, Itálie                     | antuka | Anastasia Zarycká          | 2–6, 7–5, 6–4      |
| Finalistka | 17. | leden 2020        | Vero Beach, Spojené státy        | antuka | Daniela Seguelová          | 5–7, 4–6           |
| Finalistka | 18. | září 2020         | Záhřeb, Chorvatsko               | antuka | Ana Konjuhová              | 4–6, 2–6           |

### Čtyřhra (4 tituly)
| Č. | datum              | turnaj                 | povrch | spoluhráčka        | soupeřky ve finále                    | výsledek         |
| -- | ------------------ | ---------------------- | ------ | ------------------ | ------------------------------------- | ---------------- |
| 1. | 14. listopadu 2011 | Asunción, Paraguay     | antuka | Julia Cohenová     | Mailen Aurouxová María Irigoyenová    | 6–3, 2–6, [10–5] |
| 2. | 2. dubna 2012      | Jackson, Spojené státy | antuka | Jelena Bovinová    | Mailen Aurouxová María Irigoyenová    | 6–3, 6–3         |
| 3. | duben 2017         | Pula, Itálie           | antuka | Irina Baraová      | Sara Cakarevicová Nicoleta Dascăluová | 6–4, 6–2         |
| 4. | září 2017          | Pula, Itálie           | antuka | Claudia Giovineová | Gabriela Céová Catalina Pellaová      | 6–3, 6–1         |